# ميخائيل غلين وليامز
ميخائيل غلين وليامز (بالإنجليزية: Michael Glenn Williams)‏ هو ملحن وعازف بيانو أمريكي، ولد في 23 أكتوبر 1957 في لانكستر في الولايات المتحدة.

## وصلات خارجية
- الموقع الرسمي